# Komisariat Straży Celnej „Kopanica”

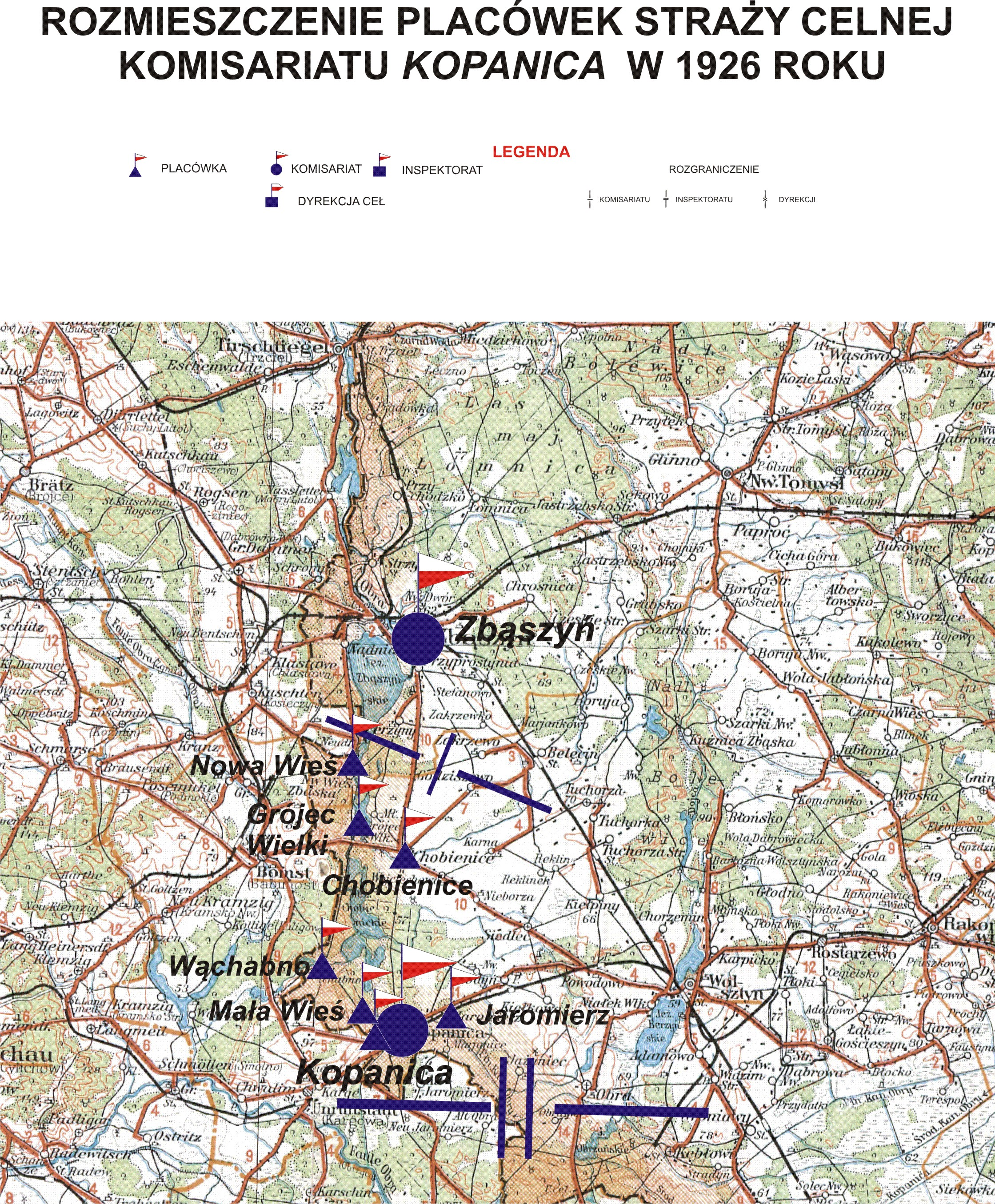
Rozmieszczenie placówek Straży Celnej Komisariatu Kopanica

Komisariat Straży Celnej „Kopanica” – jednostka organizacyjna Straży Celnej pełniąca służbę ochronną na granicy polsko-niemieckiej w latach 1921–1928.

## Formowanie i zmiany organizacyjne
Na wniosek Ministerstwa Skarbu, uchwałą z 10 marca 1920 roku, powołano do życia Straż Celną. Od połowy 1921 roku jednostki Straży Celnej rozpoczęły przejmowanie odcinków granicy od pododdziałów Batalionów Celnych. W 1921 roku w Zbąszyń stacjonował sztab 1 kompanii 17 batalionu celnego. Kompania wystawiała między innymi placówkę w Kopanicy. Proces tworzenia Straży Celnej trwał do końca 1922 roku. Komisariat Straży Celnej „Kopanica”, wraz ze swoimi placówkami granicznymi, wszedł w podporządkowanie Inspektoratu Straży Celnej „Międzychód”.
W drugiej połowie 1927 roku przystąpiono do gruntownej reorganizacji Straży Celnej. W praktyce skutkowało to rozwiązaniem tej formacji granicznej. Rozporządzeniem Prezydenta Rzeczypospolitej Polskiej Ignacego Mościckiego z 22 marca 1928 roku w jej miejsce powoływano z dniem 2 kwietnia 1928 roku Straż Graniczną.
Rozkazem nr 3 z 25 kwietnia 1928 roku w sprawie organizacji Wielkopolskiego Inspektoratu Okręgowego dowódca Straży Granicznej gen. bryg. Stefan Pasławski powołał komisariat Straży Granicznej „Wolsztyn”, który przejął ochronę granicy od rozwiązywanego komisariatu Straży Celnej.

## Służba graniczna
Sąsiednie komisariaty
- komisariat Straży Celnej „Zbąszyń”  ⇔ komisariat Straży Celnej „Obra” − 1926

## Funkcjonariusze komisariatu
Obsada personalna w 1926:
- kierownik komisariatu – komisarz Józef Pędziński
- pomocnik kierownika komisariatu – starszy przodownik Władysław Białkowski

## Struktura organizacyjna
Organizacja komisariatu w 1926 roku:
- komenda – Kopanica
- placówka Straży Celnej „Jaromierz”
- placówka Straży Celnej „Kopanica”
- placówka Straży Celnej „Mała Wieś”
- placówka Straży Celnej „Wąchabno”[9][10] (Wąchano[5])
- placówka Straży Celnej „Chobienice”
- placówka Straży Celnej „Grójec Wielki”
- placówka Straży Celnej „Nowa Wieś”